# Alfredo Enrique Peralta Azurdia
Alfredo Enrique Peralta Azurdia (Città del Guatemala, 17 giugno 1908 – Miami, 18 febbraio 1997) è stato un politico e militare guatemalteco.
È stato il Presidente del Guatemala dal marzo 1963 al luglio 1966.
| Controllo di autorità | VIAF (EN) 3299153895178302410008 · BNF (FR) cb177601465 (data) |